# Henonemus
Henonemus (Генонемус) — рід риб з підродини Stegophilinae родини Trichomycteridae ряду сомоподібні. Має 5 видів. Наукова назва походить від грецьких слів enioi, тобто «іноді», nema — «нитка».

## Опис
Загальна довжина представників цього роду коливається від 4,1 до 9,4 см. Голова помірно велика. Очі середнього розміру. Є 2 пари коротеньких вусів. Рот широкий. Верхня щелепа зазвичай довша за нижню. У передній частині голови є 2-4 одонтоди (шкіряні зубчики). Зуби щільно розташовані на передньощелепній кістці, на задньощелепній — зуби зігнуті у боки, розташовані у 5-7 рядків. Тулуб стрункий. Спинний плавець розташовано на хвостовому стеблі. Грудні та черевні плавці маленькі. Анальний плавець округлий, розташований близько до хвостового плавця. Хвостовий плавець витягнутий, з виїмкою.
Забарвлення блідо-кремове, блідо-сіре або піщане. Хвостове стебло й хвостовий плавець вкриті посередині великими чорними або темно-коричневими плямами.

## Спосіб життя
Біологія вивчена недостатньо. Це демерсальні риби. Воліють до прісних вод. Вдень ховаються серед каміння. Активні у присмерку та вночі. Живляться кров'ю водних безхребетних.

## Розповсюдження
Мешкають у басейнах річок Амазонка (Еквадор, Перу), Арагуйя (Бразилія), а також у річках Гаяни.

## Види
- Henonemus intermedius
- Henonemus macrops
- Henonemus punctatus
- Henonemus taxistigmus
- Henonemus triacanthopomus